# Hardangervidda Natursenter

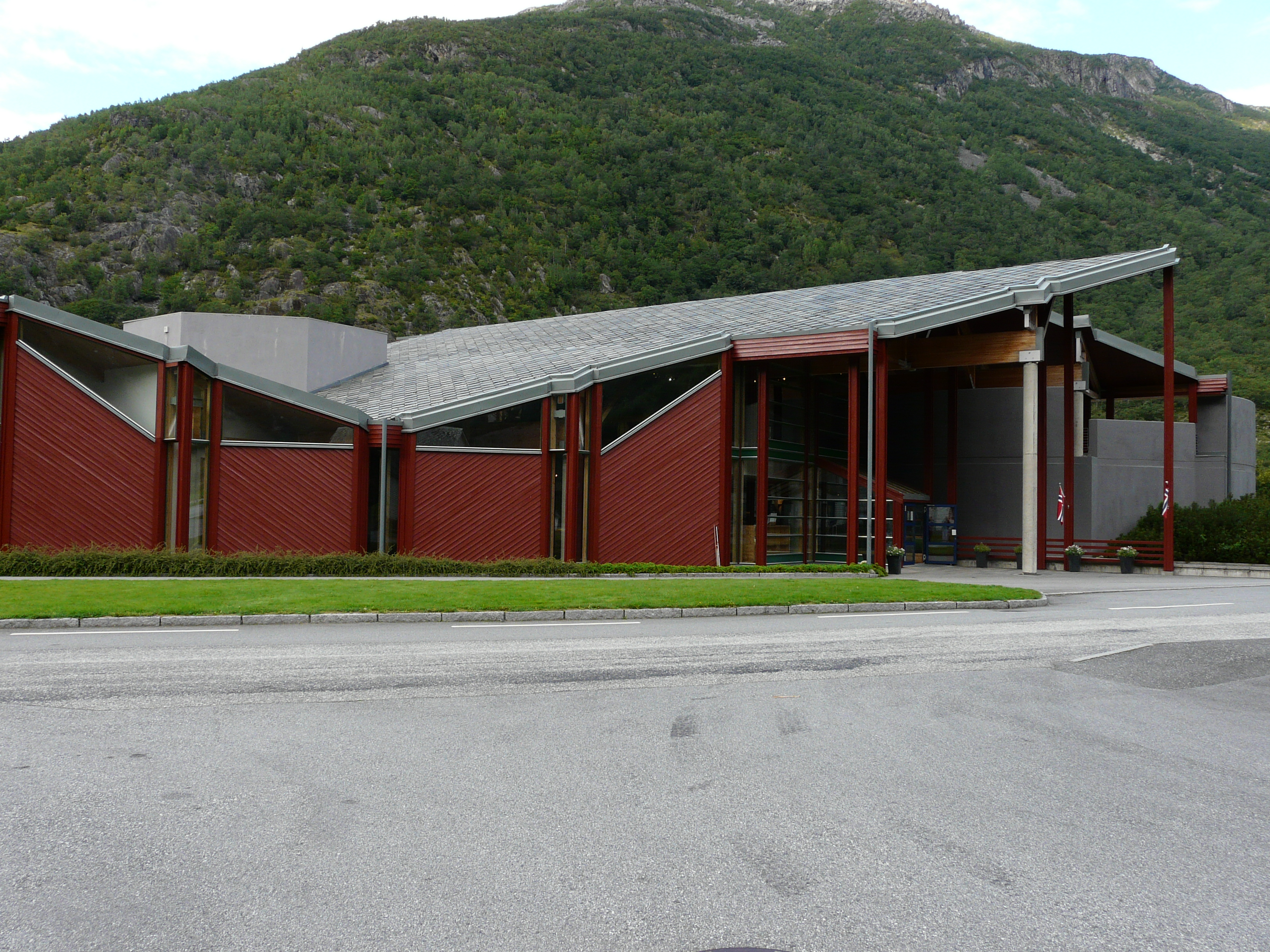
Hardangervidda Natursenter

Hardangervidda Natursenter is een museum in Eidfjord in de provincie Hordaland in Noorwegen. Het is in mei 1995 geopend door koningin Sonja.
In het museum zijn onder andere tentoonstellingen te zien over de natuur. Er zijn enkele aquaria met vissen. Ook zijn er diverse opgezette dieren zoals onder andere rendieren, poolvos, sneeuwuil. Tevens is er een grote filmzaal waar een panoramafilm over vijf beeldschermen door middel van een helikoptervlucht over de Hardangervidda wordt vertoond. Het museum is dagelijks geopend van april tot oktober.
Het Hardangervidda Natursenter is het officiële bezoekerscentrum van de Hardangervidda, met veel informatie over flora, fauna en wandelingen. Tegenover het Natursenter is een winkel en restaurant.
In Rjukan bij het hotel tegenover het meer Møsvatnet in de gemeente Tinn is een tweede vestiging van het Hardangervidda Natursenter. Deze is tijdelijk gesloten.